# Резервуар
Резервуар: 

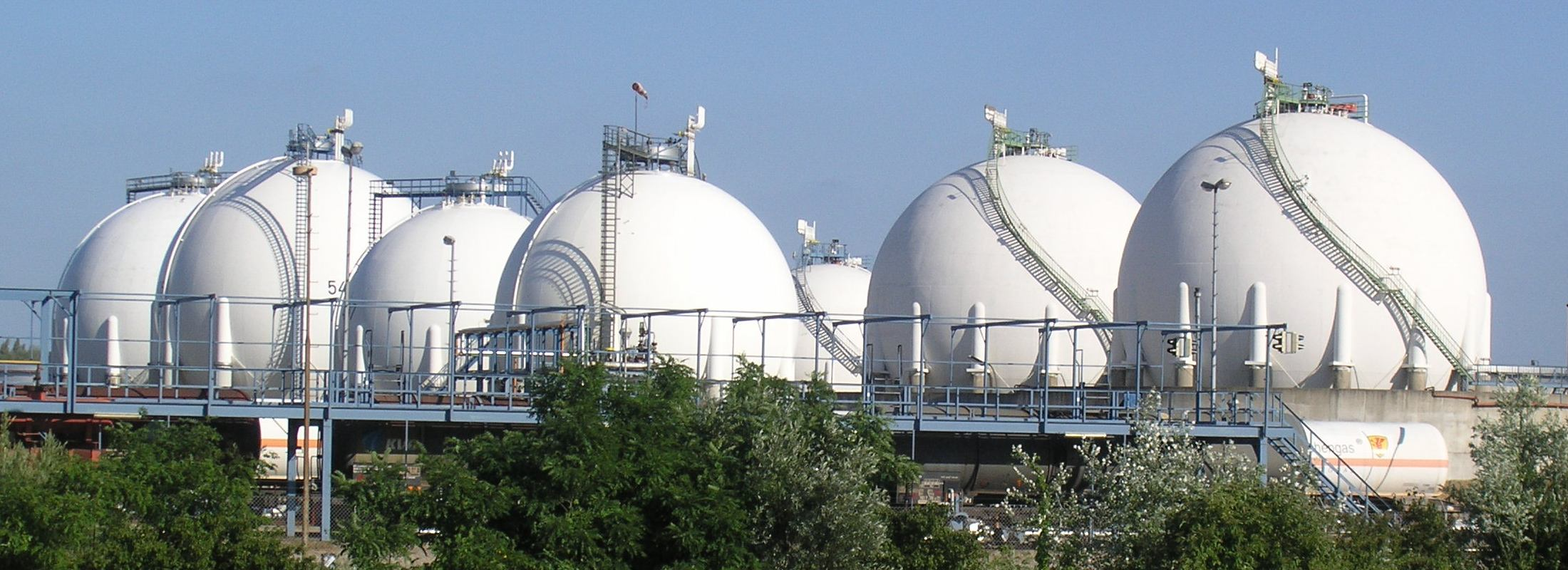
Кульові резервуари.

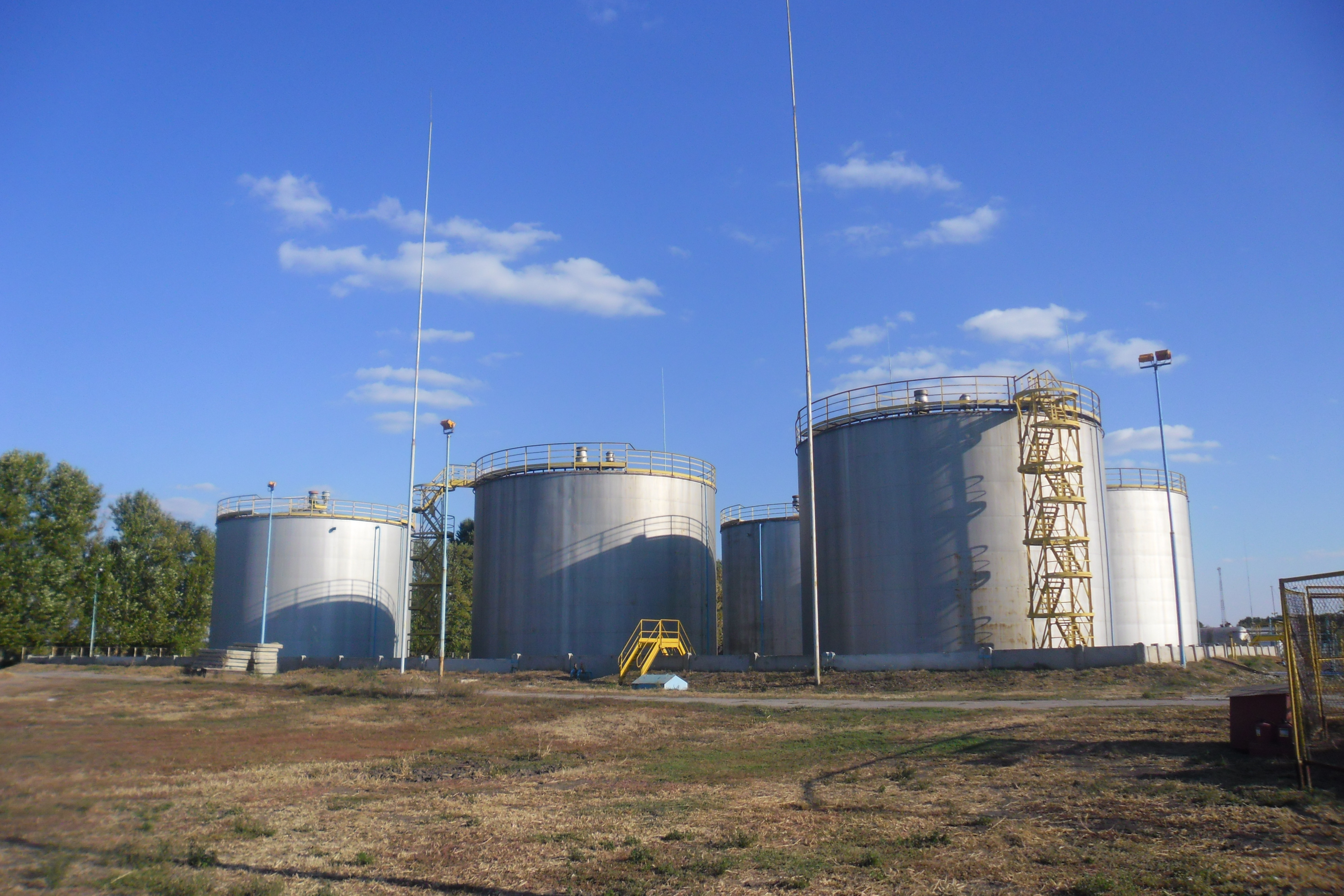
Резервуарний парк з вертикальних резервуарів

- 1) Споруда або інше природне чи штучне вмістилище для зберігання рідин і газів (бак, балон, цистерна, бункер тощо).
- 2) Група перекритих зональною покришкою і гідродинамічно пов’язаних пластів всередині нафтогазоносного комплексу. Елемент нафтогазогеологічного розчленування розрізу нафтогазоносних територій.

## Інтернет-ресурси
- Резервуари: облаштування і принцип роботи
- Резервуар для зберігання нафти
- РЕЗЕРВУАРЫ, ВСЕ О РЕЗЕРВУАРАХ, ОБОРУДОВАНИЕ РЕЗЕРВУАРОВ. РЕЗЕРВУАР. РВС . РВСП . РВСПК. ОТБОР ПРОБ.
- Монтаж резервуара
- Технологии производства резервуаров для нефтепродуктов - ООО Петрометал-Украина
- Гасіння пожежі на резервуарі